# مرغ مگس گلویاقوتی
مرغ مگس گلویاقوتی (نام علمی: Chrysuronia coeruleogularis) یک مرغ مگس سبز متالیک براق است که در پاناما، کلمبیا و اخیراً در کاستاریکا یافت می‌شود. مرغ مگس گلویاقوتی به سه زیرگونه تقسیم می‌شود. Chrysuronia coeruleogularis coeruleogularis, Chrysuronia coeruleogularis coelina, Chrysuronia coeruleogularis conifis.